# السامرية
السامرية هي قرية فلسطينية مهجّرة مبنية على رقعة مستوية من الأرض في وادي بيسان, إلى الشرق وتبعدا 7كم من الطريق العام المؤدي إلى بيسان وكانت تقع عند ملتقى طرق عدة، منها طريق بيسان- أريحا العام. وتحيط بها اراضي الحمراء وجلبون والمغير من قضاء جنين، وطوباس من قضاء نابلس. تحتوي القرية على معالم ومواقع أثرية هامة. تضم مقبرة قديمة. وتوابيت حجرية وبقايا قرية (رحاب) من العصور الوسطى.
وكان مسجد القرية مبنياً عند ملتقى طريقين: أحدهما يؤدي إلى قرية قاعون، والثاني يصل القرية بقرية عرب العريضة. وفي نهاية فترة الانتداب، توسعت القرية بإنشاء منازل جديدة في موازاة الطريق العام. في سنة 1945 كان عدد سكانها 250 نسمة، منهم 240 من المسلمين و 10 من المسيحيين. وفي 1944\1945 كان ما مجموعه  3873 من الدونمات مخصصاً للحبوب و 11 دونماً مروياً أو مستخدماً للبساتين. وكان ثمة ثلاثة مواقع أثرية قرب القرية: خربة الحمرا حيث بقايا طاحونة، تلول الثوم وفيه تلان توأمان تل الخاب.

## إحتلال القرية وتطهيرها عرقيًا
أدى هجوم عسكري صهيوني في 27 أيار\ مايو 1948, إلى إخلاء القرية من سكانها. وتم ذلك على الأرجح عقب ( تطهير) وادي بيسان، وتمهيداً لهجوم على جنين مني بالفشل. ويقدم كتاب ( تاريخ حرب الاستقلال) دليلاً غير مباشر على هذا الأمر، إذا جاء فيه أن الكتيبة الرابعة من لواء غولاني احتلت عددا من القرى الواقعة على الطريق إلى جنين. ومن الممكن أن تكون السامرية سقطت وقت سقوط قريتي المزار ونورس ( اللتين دمرتهما الوحدات المحتلة وسوتهما بالأرض) في سياق تلك العملية.

## القرية اليوم
لم يبق منها سوى سطوح المنازل المتداعية، الواقعة في الطرف الغربي من مستعمرة سدي تروموت.

## المستعمرات الإسرائيلية على أراضي القرية
في سنة 1951, أقيمت متسعمرة سدي تروموت على أراضي القرية، إلى الشمال مباشرة من موقعها.